# Cèl·lules CHO

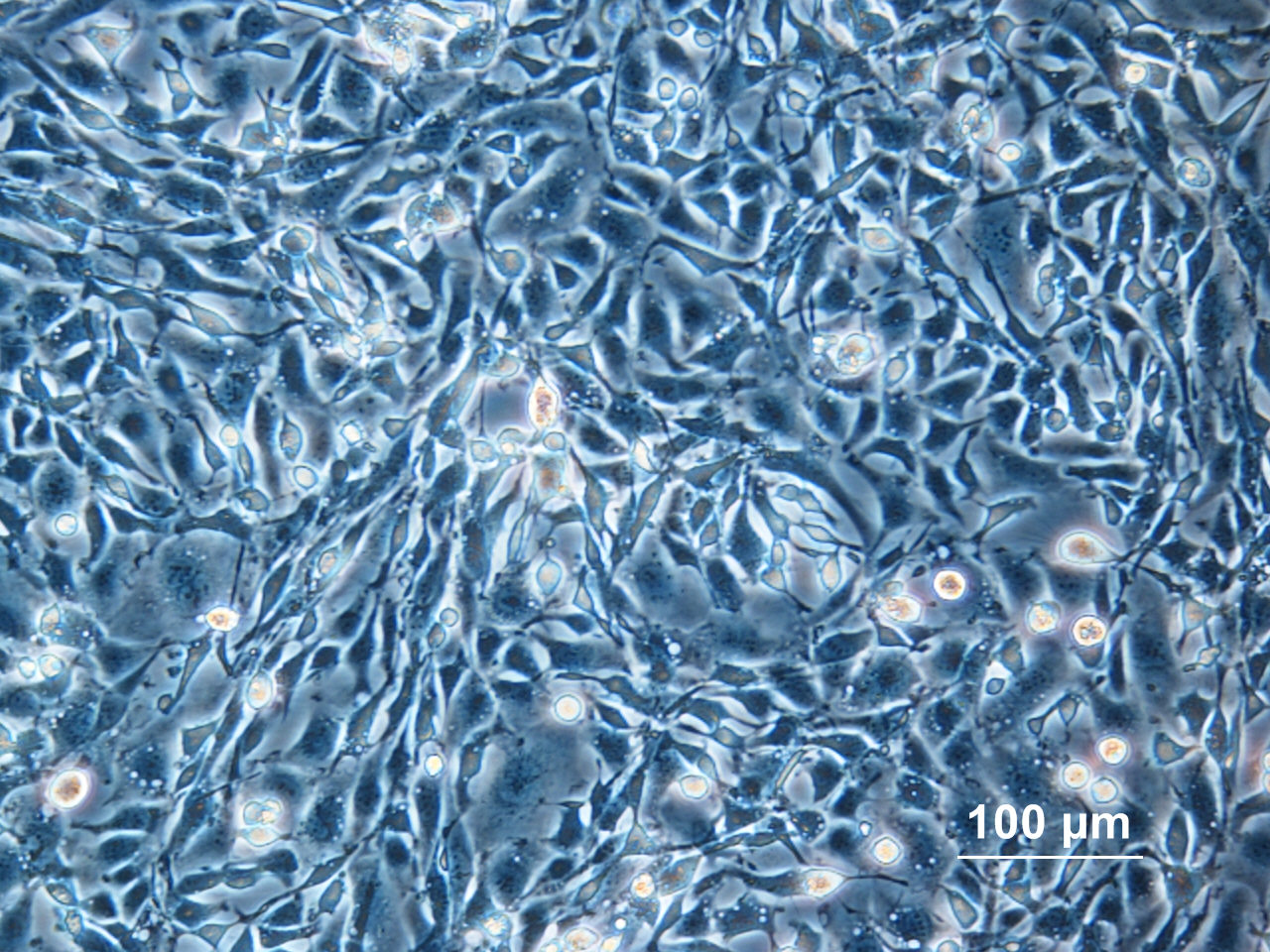
Cèl·lules CHO adherents en un cultiu cel·lular (Microscopi de contrast de fase).

Les cèl·lules CHO (de l'anglès Chinese hamster ovary) són una línia cel·lular derivada d'ovari d'hàmster xinès (Cricetulus griseus) i el seu ús està molt estès en el camp de la biotecnologia com a  cultius cel·lulars per a l'expressió i producció de proteïnes recombinants.

## Origen
Els hàmster xinesos van ser usats per primera vegada com animals de laboratori el 1919, en substitució del ratolí en la recerca dels neumococs. Els esforços del Dr.George Yerganian i altres col·legues a domesticar a aquests hàmster a mitjan segle xx, va portar amb si que durant la seva cria en captivitat molts individus desenvolupessin malalties degeneratives, a causa del seu estret parentiu entre si. No obstant això, el desenvolupament de tals malalties degeneratives va elevar l'interès en l'estudi de la seva genètica.

Durant aquest temps els investigadors es van adonar que el baix nombre de cromosomes en els hàmsters xinesos (2n=22), els convertia en models ideals per a l'estudi de radiacions citogenèticas i cultius cel·lulars. En 1957, durant una investigació sobre la utilitat de diverses línies cel·lulars en el camp de la genètica de cèl·lules somàtiques, el Dr. Theodore T. Puck, del departament de medicina de la Universitat de Colorado, va aïllar un ovari d'una femella d'hàmster xinès i va establir una nova línia cel·lular. Aviat es va poder veure, que aquestes cèl·lules eren bastant resistents i molt aptes per al cultiu in vitro,i el seu temps de generació era molt ràpid. A més, la heterogenitat cariotípica d'aquestes poblacions cel·lulars les va convertir en un candidat ideal per a l'estudi d'anormalitats cromosomàtiques

## Ús en biotecnologia
La primera proteïna terapèutica recombinant produïda en cèl·lules mamíferes, l'activador tissular de la plasmina que va ser sintetitzada usant cèl·lules CHO, va ser aprovada per a ús clínic el 1987. Això va marcar el principi d'una nova era en la producció de proteïnes recombinants, basat amb l'èxit de l'ús de la línia cel·lular CHO per a la seva expressió.
En l'actualitat les cèl·lules CHO són la millor alternativa a altres sistemes d'expressió establerts com és el cas de línies cel·lulars derivades d'insectes (Sfa, Drosophila S2, T. ni…), bacteris (E. coli, B. subtilis...), llevats (S. cerevisiae, P. pastoris, H. polymorpha...), entre d'altres, per a la producció de proteïnes recombinants d'ús terapèutic amb patrons de N-*glicosilació similars als humans, doncs les estructures d'oligosacarids poden variar de manera molt significativa entre els diferents sistemes d'expressió o fins i tot mancar d'elles, com és el cas dels bacteris. El patró de glicosilació en una proteïna terapèutica determina la seva funcionalitat, rebuig o el període de vida en el torrent sanguini.
També s'usen per a l'anàlisi de toxicitat i de requeriments nutricionals.

## Llistat de productes recombinants
Taula 1. Llista d'alguns productes autoritzats per la FDA i produïts en cèl·lules CHO.
| Nom comercial     | Proteïna recombinant                           | Ús terapèutic                                   | Companyia               | Any d'autorització (FDA) |
| ----------------- | ---------------------------------------------- | ----------------------------------------------- | ----------------------- | ------------------------ |
| Vectibix          | Anti-EGFR (anticòs)                            | Càncer metastàsic colorrectal                   | Amgen                   | 2006                     |
| Myozyme           | α-glucosidasa                                  | Malaltia de Pompe                               | Genzyme                 | 2006                     |
| Aldurazyme        | Laronidasa                                     | Mucopolisacaridosi I                            | Genzyme                 | 2006                     |
| Orencia           | lIg-CTLA fusion                                | Artritis reumatoide                             | Bristol-Myers Squibb    | 2005                     |
| Naglazyme         | N-acetilgalactosamina-4-sulfatasa              | Mucopolisacaridosi VI                           | BioMarin Pharmaceutical | 2005                     |
| Luveris           | Hormona luteostimulant                         | Infertilitat                                    | Serono                  | 2004                     |
| Avastin           | Anti-VEGF (anticòs)                            | Càncer metastàsic colorrectal i càncer de pulmó | Genentech               | 2004                     |
| Advate            | Factor VIII (modificat)                        | Hemofilia A                                     | Baxter                  | 2003                     |
| Xolair            | Anti-IgE (anticòs)                             | Asma moderat/sever                              | Genentech               | 2003                     |
| Raptiva           | Anti-DC11a (anticòs)                           | Psoriasi crònica                                | Genentech               | 2003                     |
| Fabrazyme         | α-galactosidasa                                | Malaltia de Fabry                               | Genzyme                 | 2003                     |
| Rebif             | Interferó-β                                    | esclerosi múltiple remitent                     | Serono                  | 2002                     |
| Humira            | Anti-TNFα (anticòs)                            | Artritis reumatoide                             | Abbot                   | 2002                     |
| Aranesp           | Erythropoietina (modificada)                   | Anèmia                                          | Amgen                   | 2001                     |
| Campath           | Anti-CD52 (anticòs)                            | Leucemia linfocítica crònica                    | Genzyme, Bayer          | 2001                     |
| ReFacto           | Factor VIII (modificada)                       | Hemofilia A                                     | Wyeth                   | 2000                     |
| Tenecteplase      | Activador tissular de la plasmina (modificada) | Infart de miocardi                              | Genentech               | 2000                     |
| Herceptin         | Anti-HER2 (anticòs)                            | Càncer de pit metastàsic                        | Genentech               | 1998                     |
| Enbrel            | TNFα receptor fusion                           | Artritis reumatoide                             | Amgen, Wyeth            | 1998                     |
| Benefic           | Factor IX                                      | Hemofilia B                                     | Wyeth                   | 1997                     |
| Follistim/Gonal-F | Hormona fol·liculoestimulant                   | Infertilitat                                    | Serono/ NV Organon      | 1997                     |
| Rituxan           | Anti-CD20 (anticòs)                            | Linfoma no-Hodgkin                              | Genentech, Biogen Idec  | 1997                     |
| Avonex            | Interfero-β                                    | esclerosi múltiple remitent                     | Biogen Idec             | 1996                     |
| Cerezyme          | β-glucocerebrosidasa                           | malaltia de Gaucher                             | Genzyme                 | 1994                     |
| Pulmozyme         | Deoxyribonucleasa I                            | Fibrosi quística                                | Genentech               | 1993                     |
| Epogen/Pocrit     | Erythropoietina                                | Anèmia                                          | Amgen/Ortho Biotech     | 1989                     |
| Activase          | Activador tissular de la Plasmina              | Infart miocardíac                               | Genentech               | 1987                     |